# 神戸医科大学
兵庫県立神戸医科大学（ひょうごけんりつこうべいかだいがく、公用語表記: 兵庫県立神戸医科大学）は、兵庫県神戸市生田区 (現・中央区) 楠町6丁目に本部を置いていた日本の公立大学である。1952年に設置され、1968年に廃止された。
国立移管の上、神戸大学に包括されることにより1968年に廃止された。現在の神戸大学大学院医学系研究科・医学部医学科。
ここでは旧制兵庫県立医学専門学校・旧制兵庫県立医科大学など源流・前身諸校についての記述を含む。

## 概要
- 第二次世界大戦中に設立された兵庫県立医学専門学校を直接の前身校としているが、その源流は1869年設立の神戸病院であるとされている（これをもって神戸大学の旧制前身諸校のうち最古のものとする見解もある）。
- 神戸病院から独立した神戸医学校は1888年に廃止となり、その後兵庫県では県立神戸病院が医学研究や医療活動の拠点となってきたが、助産師・看護婦などを除いて本格的な医療従事者養成機関を持たない状態が上記の医専設立まで続いた。
- 戦後の1946年兵庫県立医専は旧制の兵庫県立医科大学に昇格したが、これは戦時期に設立された公立12医専（兵庫（神戸）以外には岐阜・三重・名古屋・奈良・鹿児島・横浜・和歌山・大阪・広島・福島・山口）の旧制医科大学昇格のトップを切るものであった（これらを根拠に後身機関の神戸大学医学部は旧設医科大学の一つに数えられている）。
- 兵庫県立医大は学制改革により新制の県立神戸医科大学に移行したが、1964年国立移管により神戸大学に併合され医学部・同附属病院となった。
- 卒業生により社団法人「神緑会」が結成されており、前身校・神大医学部共通の同窓会となっている。
- 現存の私立大学である兵庫医科大学は別大学である。

## 沿革

### 源流諸校
- 1869年4月：神戸病院が開院。
- 1876年：神戸病院に附属医学所を併設。
- 1877年2月：神戸病院を公立神戸病院と改称。
- 1882年4月：附属医学所を兵庫県立神戸医学校と改称。
- 1882年12月：公立神戸病院を兵庫県立神戸病院と改称。
- 1888年3月：兵庫県立神戸医学校廃止。

### 兵庫県立医専時代
- 1944年1月：兵庫県立医学専門学校設立。
- 1944年4月：兵庫県立神戸病院を兵庫県立医学専門学校附属医院と改称。
- 1945年3月：空襲により兵庫県立医専・同附属医院に大きな被害。

### 兵庫県立医大時代
- 1946年4月：兵庫県立医専を昇格し兵庫県立医科大学（旧制）設立。
  - 修業年限は予科3年・本科4年の7年制。初代学長は正路倫之助。
- 1946年6月：予科開校。3学年が同時入学。
- 1947年4月：学部第1回入学。
- 1951年3月：兵庫県立医専・医科大学予科廃止。

### 神戸医大時代
- 1952年2月：旧制兵庫県立医大を新制に移行し兵庫県立神戸医科大学設立。
  - 同附属医院を附属病院と改称。
- 1955年1月：旧制学位審査権取得。
- 1958年3月：大学院医学研究科（博士課程）設置。
- 1961年3月：旧制兵庫県立医大廃止。
- 1964年4月：県立神戸医大を国立移管し神戸大学に併合、医学部を設置。
- 1967年6月：県立神戸医大附属病院を国立移管し神大医学部附属病院を設置。
- 1968年3月：県立神戸医大廃止。

### 県立厚生女子専門学院
- 1900年4月：県立神戸病院で看護婦の養成を開始。
- 1901年4月：同病院で産婆養成を開始。
- 1916年4月：神戸病院看護婦養成所を看護婦養成所と改称。
- 1949年4月：兵庫県立医大附属高等看護学院を設置。
- 1952年4月：県立神戸医大附属高等看護学院と改称。
- 1955年6月：兵庫県立保健婦専門学院を設立。
- 1957年4月：県立神戸医大附属高等看護学院を兵庫県立高等看護学院として独立。
- 1959年4月：高等看護学院・保健婦専門学院を統合、兵庫県立厚生女子専門学院設立。
- 1967年6月：県立厚生女子専門学院を国立移管し神戸大学医学部附属看護学校を設置。
- 1982年：神戸大学医療技術短期大学部開学。
  - 現在の保健学研究科・医学部保健学科の前身。

## 歴代校長
旧制兵庫県立医学専門学校校長
- 初代：小川瑳五郎（1944年 - 1946年）
- 第2代：正路倫之助（1946年 - 1951年）

旧制兵庫県立医科大学学長
- 初代：正路倫之助（1946年4月 - 1956年4月）
- 第2代：遠藤中節（1956年4月 - 1961年3月）

神戸医科大学学長
- 初代：正路倫之助（1952年2月 - 1956年4月）
- 第2代：遠藤中節（1956年4月 - ）

## 校地の変遷と継承
校地
前身の旧制兵庫県立医専は、附属医院（旧・兵庫県立神戸病院）の南隣にあった神戸市立第二高女・女子商業学校の校舎で発足した（現在の神戸市中央区楠町6丁目）。後身の旧制兵庫県立医大、新制神戸医大、神戸大学医学部は楠校地を引き継ぎ、現在に至っている。
1946年発足の旧制兵庫県立医大予科は、篠山の旧陸軍歩兵第70連隊兵舎跡で発足し、1948年3月まで同校地を使用した。篠山校地は1949年発足の新制兵庫農科大学に引き継がれた。農科大学が神戸大学に統合されたのち篠山校地は廃止され、現在は工場用地になっている（兵庫農科大学参照）。
附属病院
附属病院の前身 兵庫県立神戸病院は、1900年4月に現在の神戸市中央区楠町の地に移転した。以来、拡張・改築を重ねながら同地を使用し続けている。

## 関連書籍
- 神戸大学百年史編集委員会（編） 『神戸大学百年史 : 通史1 前身校史』 神戸大学、2002年3月。